# Bateria Pembroke
Bateria Pembroke (malt. Batterija ta' Pembroke, ang. Pembroke Battery) była to bateria artyleryjska w Pembroke na Malcie. Została zbudowana przez Brytyjczyków pomiędzy rokiem 1897 a 1899, i większa jej część została zburzona w połowie lat 80. XX wieku.

## Historia
W połowie lat 90. XIX wieku, uzbrojenie ładowane od przodu, znajdujące się w pobliskim forcie Pembroke stało się przestarzałe, i fort został przekształcony w skład amunicji. Brytyjczycy zdecydowali, że taniej będzie zbudować nową baterię, niż modernizować fortowe działa. Bateria Pembroke została zbudowana w latach 1897-1899, stanowiła ona część nowej partii fortyfikacji, pomyślanej jako miejsce ulokowania dział ładowanych od wlotu lufy (ang. BL).
Bateria była owalna w kształcie, a jej magazyny i inne pomieszczenia były ulokowane pod ziemią. Była otoczona przez rów oraz przedstok (glacis), osłaniane przez drut kolczasty. Uzbrojenie baterii stanowiły dwa działa BL 9,2-calowe Mk X zamontowane en barbette. Uzbrojenie to rozebrano w roku 1919, a baterię wykreślono z wykazu uzbrojenia. Pozostawała ona nieużytkowana aż do lat 80. XX wieku.

## Współcześnie
Zachodnia platforma działowa oraz część podziemnego kompleksu baterii została zburzona w latach 80. XX wieku, w ramach projektu rozbudowy infrastruktury mieszkalnej. Jedyną pozostałością baterii Pembroke jest dziś pojedyncza półokrągła żelbetowa platforma działowa, oraz resztki niektórych konstrukcji na tyłach baterii.
Pembroke Local Council (lokalna rada mieszkańców) oraz Malta Environment and Planning Authority (MEPA) są w trakcie odnawiania pozostałości baterii, z zamiarem przekształcenia ich w muzeum.